# Ksenija Ustalova
Ksenija Ustalova, född den 14 januari 1988, är en rysk friidrottare som tävlar i kortdistanslöpning.
Ustalovas första internationella mästerskap var EM 2010 i Barcelona där hon blev silvermedaljör på 400 meter. Senare ingick hon även i det ryska stafettlaget på 4 x 400 meter som vann guld.

## Personliga rekord
- 400 meter - 49,92 från 2010